# Schwedeneck
Schwedeneck (duń. Svenskerhjørnet) – miejscowość i gmina w Niemczech, w kraju związkowym Szlezwik-Holsztyn, w powiecie Rendsburg-Eckernförde, wchodzi w skład urzędu Dänischenhagen.